# Abborrtjärnen (Silbodals socken, Värmland, 659636-129445)
Abborrtjärnen är en sjö i Årjängs kommun i Värmland och ingår i Göta älvs huvudavrinningsområde.